# Гонсалес Марин, Мануэль
Мануэль Гонсалес Марин (исп. Manuel González Marín; ? — ?) — испанский государственный деятель. Последний министр финансов и сельского хозяйства Второй Испанской Республики.

## Биография
Будучи членом Национальная конфедерация труда и Национального совета обороны, он стал министром финансов и сельского хозяйства в кабинете Хосе Миахи. За неполный месяц нахождения на этой должности он отметился только сопровождением Миахи в поездках по стране и рядом выступлений с речами в Мадриде, призывавших людей к соблюдению порядка. После падения республики ему удалось бежать во Францию, где обосновался под именем Марин Мануэль.